# Symphurus plagusia
Symphurus plagusia és un peix teleosti de la família dels cinoglòssids i de l'ordre dels pleuronectiformes que viu a l'Atlàntic occidental (des de les Bahames i el Carib fins a Rio de Janeiro).